# Mohammed Latíf
Mohammed Latíf, arabul: مُحَمَّد لَطِيف (Bani Szuvajf, 1909. október 23. – 1990. március 17.) egyiptomi válogatott labdarúgócsatár.

## Pályafutása

### A válogatottban
Az 1930-as években az egyiptomi válogatottban játszott. Részt vett az 1934-es labdarúgó-világbajnokságon, a Magyarország elleni mérkőzésen lépett pályára. 1936-ban részt vett a berlini olimpián, az Ausztria elleni találkozón szerepelt.

### Edzőként

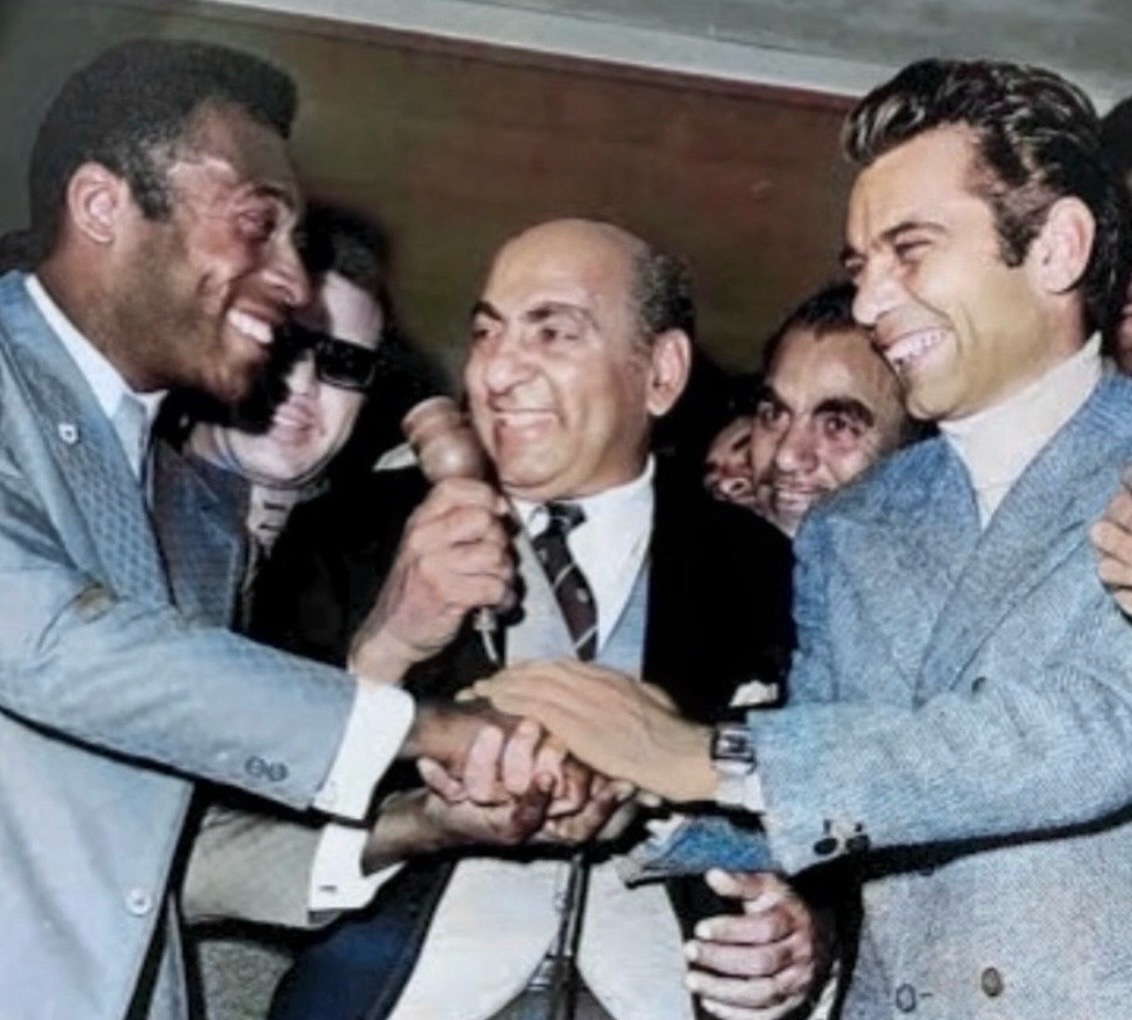
Latíf (középen) Pelével és Száleh Szelimmel Kairóban, 1973 februárjában

Az aktív játéktól való visszavonulása után az 1940-es években játékvezetőként dolgozott, majd edző lett. Az 1950-es években az Ez-Zamálek menedzsere volt, 1962-ben egyiptomi kupát nyertek.

### Televízió
Ő volt az első, aki labdarúgó-mérkőzéseket közvetített a hazai televízióban, és 16 évig az Egyiptomi Televízió sportműsorainak vezérigazgatója volt.

## Sikerei, díjai

### Klubcsapatokkal
Zamálek
- Egyiptomi kupa (6): 1932, 1935, 1938, 1941, 1943, 1944
- Kairói liga (8): 1928–29, 1929–30, 1931–32, 1933–34, 1939–40, 1940–41, 1943–44, 1944–45
- Király kupa: (2) 1933–34, 1940–41

### A válogatottal
Egyiptom
- Olimpiai játékok: negyedik helyezés 1928

### Edzőként
Zamálek
- Egyiptomi kupa (1): 1962